# Lac Djandari
Le lac Djandari (en géorgien : ჯანდარის ტბა) est un lac transcaucasien sur la frontière entre la Géorgie et l'Azerbaïdjan. Situé à 291 mètres d'altitude, le lac n'est profond que de 7,2 mètres et couvre une surface de 10,6 km2. 
Prisé par les pêcheurs géorgiens et azéris, le lac possède une faune et une flore qui attirent les touristes visitant la région. Près du lac sont situés le complexe de monastères David Garedja, une centrale thermique, la ville de Gardabani, une usine métallurgique et une ancienne base militaire soviétique. Le lac Djandari tient son nom d'un village géorgien proche.